# James Tarjan
James Edward Tarjan (* 22. Februar 1952 in Pomona, Kalifornien) ist ein US-amerikanischer Schachspieler.

## Leben
Im Juni 1966 gewann er die Jugendmeisterschaft von Kalifornien. 1967 kam er beim California Open auf den geteilten ersten Platz, 1968 gewann er das Pacific-Southwest Open in Santa Monica und das El Segundo Open. Bei den Jugendmeisterschaften der USA kam Tarjan 1967 auf Platz 7, 1968 auf den geteilten 3.–4. Platz und 1969 auf den geteilten 2.–3. Platz. 1973 gewann er das American Open. Im Jahr 1974 erhielt er von der FIDE den Titel Internationaler Meister verliehen, 1976 dann den Großmeistertitel. Im Interzonenturnier Riga 1979 belegte er den 11. Platz. 1984 beendete er seine Schachkarriere, nach einer Pause von 30 Jahren nahm er 2014 wieder an Turnieren teil. Im Juli beteiligte er sich an der (nicht Elo-gewerteten) 2014 US Open Championship in Orlando (Florida), im Oktober spielte er beim PokerStars Isle of Man International Chess Tournament in Douglas (Isle of Man). Auch 2017 war er bei dem Turnier auf der Isle of Man am Start und gewann eine viel beachtete Partie gegen Ex-Weltmeister Wladimir Kramnik, der zu dieser Zeit Nummer 2 der Weltrangliste war.
Er arbeitete als Bibliothekar an der Public Library von Santa Cruz.
Tarjans Elo-Zahl beträgt 2360 (Stand: Oktober 2022), seine höchste Elo-Zahl von 2540 erreichte er im Juli 1981. Im Oktober 2022 wurde er in die US Chess Hall of Fame aufgenommen.

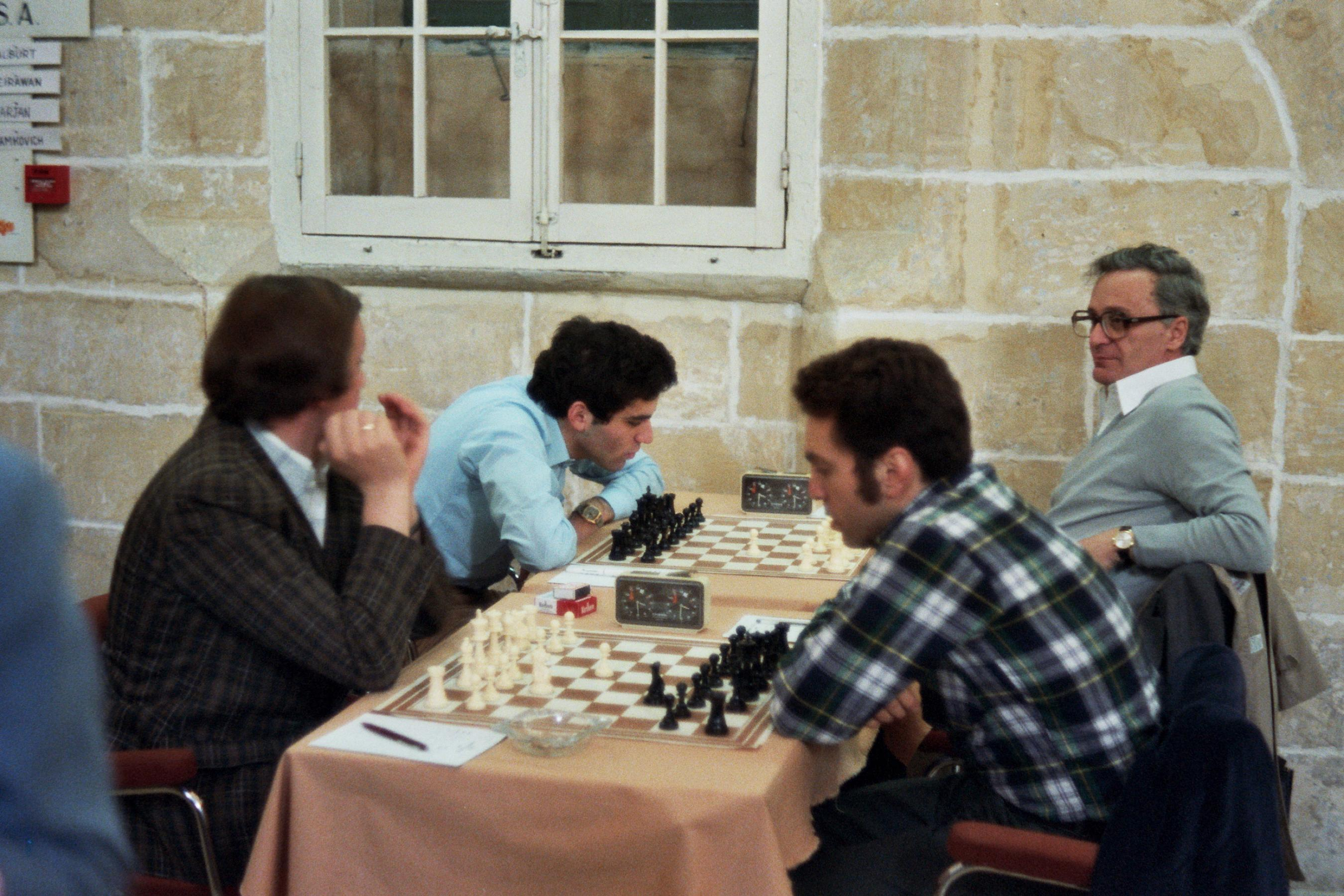
UdSSR – Olympiasieger 1980 (Sowjetunion – USA, Bretter 3 und 4: Juri Balaschow – James Tarjan, Garri Kasparow – Leonid Schamkowitsch), Schacholympiade 1980

## Turniererfolge
- Subotica 1975: 1. Platz
- Vancouver 1976: 1. Platz
- Skopje 1976: 4.–5. Platz
- US-Meisterschaft 1978: 2. Platz
- Santa Fe Bogota 1979: 2. Platz
- Vrsac 1983: 1.–3. Platz

## Nationalmannschaft
Tarjan nahm mit den Vereinigten Staaten an den Schacholympiaden 1974, 1976, 1978, 1980 und 1982 teil. Mit der Mannschaft gewann er 1976 und erreichte 1974, 1978 und 1982 den dritten Platz, in der Einzelwertung siegte er 1974 am zweiten Reservebrett und 1978 am ersten Reservebrett und erreichte 1982 am ersten Reservebrett den dritten Platz. Insgesamt viermal nahm Tarjan mit den USA an Studenten-Mannschaftsweltmeisterschaften teil und gewann den Wettbewerb 1970.